# Горшколепов, Михаил Матвеевич
Михаил Матвеевич Горшколепов (15 октября 1910, село Колодезное, Тарасовская волость, Донецкий округ, Область Войска Донского, Российская империя — 31 октября 1987, Свердловск, РСФСР, СССР) — Герой Социалистического Труда (1971), управляющий трестом «Уралруда» Министерства чёрной металлургии СССР, Свердловская область.

## Биография
Родился 15 октября 1910 года в селе Колодезное Тарасовской волости Донецкого округа Области Войска Донского (ныне — в черте поселка Тарасовский Тарасовского района, Ростовская область).
В 1927—1930 годах работал токарем, резчиком бумаги, грузчиком. В 1935 году закончил Донецкий горный институт, инженер-шахтостроитель.
По окончании института был направлен горным десятником на рудник в Тетюхе, где работал в 1935—1939 годах, был управляющим горным отделом, затем главным инженером Сихотэ-Алинского комбината цветной металлургии в Уссурийской области (ныне Приморский край).
Приказом главка от 2 августа 1939 года по сентябрь 1940 года был директором Северного медно-никелевого комбината в Мончегорске Мурманской области.
В 1940—1941 годах был в распоряжении НКВД СССР. В 1941—1946 годах главный инженер Донского горнорудного управления Актюбинского комбината НКВД СССР в Актюбинской области Казахской ССР.
В 1947—1952 годах служил главным инженером, а в 1952—1956 годах управляющим Бакальским рудоуправлением.
С 1956 года был управляющим трестом «Уралруда» Минчермета СССР в Свердловске, занимался строительством Качканарского ГОКа. После преобразования треста и до последних дней своей жизни – генеральный директор производственного горнорудного объединения «Уралруда» Минчермета СССР.
Организатор горнорудного производства, под его руководством осуществлена реконструкция многих горнорудных предприятий Среднего и Южного Урала. Один из инициаторов освоения титаномагнетитовых руд Качканарской группы. Реализация его идеи широкого промышленного использования руд с очень низким содержанием железа не имела прецедента в мировой практике.
Автор многочисленных научных публикаций в «Горном журнале».
Получил звание горного генерального директора 3-го ранга в 1948 году, избирался депутатом Челябинского областного Совета депутатов трудящихся в 1955 году.

## Награды
За свои достижения был награждён:
- 29.04.1943 — орден Красной Звезды[2];
- 16.05.1945 — орден Трудового Красного Знамени;
- 26.04.1950 — медаль «За трудовое отличие»;
- 12.02.1953 — медаль За трудовую доблесть;
- 21.12.1957 — орден «Знак Почёта»;
- 19.07.1958 — орден Ленина;
- 05.08.1964 — орден Трудового Красного Знамени;
- 30.03.1971 — звание Герой Социалистического Труда с золотой медалью Серп и Молот и орден Ленина «за выдающиеся успехи, достигнутые выполнением заданий пятилетнего плана по развитию чёрной металлургии».